# Веретено, Александр Константинович
Александр Константинович Веретено (19 февраля 1962, Омск, СССР — 20 апреля 2002, Омск, Россия) — российский политик, предприниматель и общественный деятель. Депутат Государственной Думы Федерального Собрания Российской Федерации III созыва. Основатель Ассоциации торгово-промышленных предприятий «Группа ОША».

## Биография
Веретено Александр Константинович родился 19 февраля 1962 года в Омске в семье преподавателя Омского механико-технологического техникума.

### Образование
Окончил среднюю школу № 105, затем с отличием, — механический факультет ОмСХИ (ныне факультет технического сервиса в АПК Омского государственного аграрного университета им. П.А. Столыпина).

### Карьера
Свою трудовую деятельность начал на Омской птицефабрике, где прошел путь от механика цеха выращивания до главного инженера предприятия.
В 1991 году вместе с братом Веретено Владимиром Константиновичем, основал в Тарском районе Омской области совместное товарищество «ОША». Малое предприятие под руководством Александра Константиновича Веретено за несколько лет выросло в Ассоциацию торгово-промышленных предприятий Группа «ОША» в которую входят: единственный в Омской области спиртовой завод, ликероводочный завод, завод по производству безалкогольных и слабоалкогольных напитков, пивоваренный завод, торговый дом «BMS», собственная розничная торговая сеть, ресторан «Альбион», Продовольственная корпорация «ОША», зерновое хозяйство в Русско-Полянском районе Омской области.
Под руководством Александра Веретено, «ОША» заняла прочные позиции среди наиболее известных и популярных омских брендов, а её продукция неоднократно удостаивалась самых престижных наград региональных, всероссийских и международных конкурсов и выставок.

### Политическая деятельность
Александр Константинович Веретено получил широкое признание и в качестве крупного общественно-политического деятеля.
22 марта 1998 года Александр Константинович Веретено одержал победу на выборах в Законодательное Собрание Омской области по 22-му избирательному округу г. Омска. Он являлся постоянным членом Комитета по финансовой и бюджетной политике, Комитета законодательных предположений, законности и правопорядка, участвовал в работе Комитета по промышленности, строительству и инвестициям. А. К. Веретено работал более чем над десятью областными законопроектами, а также принимал участие в обсуждении и принятии практически всех законодательных актов, рассматриваемых Законодательным собранием.
С 19 декабря 1999 по апрель 2002 года Александр Константинович Веретено — депутат Государственной Думы Российской Федерации. Являлся членом Комитета по бюджету и налогам. За время работы внес целый ряд законопроектов, касающихся бюджетного, налогового законодательства, вопросов установления рыночных, конкурентоспособных взаимоотношений федерального центра с регионами, в частности с Омской областью.

### Поддержка спорта
Под руководством Александра Константиновича Веретено, с 1994 года «ОША» получила официальный статус спонсора Сибирского международного марафона, а затем и его официального партнера и соорганизатора.
По инициативе Александра Веретено, в 1992 году компания «ОША» учредила в регионе первые подобного рода соревнования — открытый турнир по зимнему мини-футболу на снегу на Кубок «ОША», а в 1997 году — открытый турнир по теннису на Кубок компании. Этим турнирам 28 июня 2002 года Указом № 167 «Об учреждении областных спортивно-массовых мероприятий, посвященных памяти А. К. Веретено» Губернатор Омской области Леонид Полежаев присвоил статус областных открытых соревнований — «Мемориал Александра Веретено».

### Благотворительная деятельность
Одним из первых среди крупных предпринимателей региона Александр Веретено стал реализовывать принцип социальной ответственности бизнеса перед обществом, ставший традицией в компании «ОША», сохраняемая по сей день.
С самого становления компании, Александр Константинович Веретено оказывал помощь учреждениям образования, культуры, здравоохранения и спорта. Также он оказывал поддержку многодетным семьям, пенсионерам, детям-сиротам и другим малообеспеченным и нуждающимся жителям Омска и области.
Особое внимание Веретено уделял помощи детским образовательным учреждениям, оказывая педагогам помощь в воспитании подрастающего поколения. С 1997 года компания «ОША» оказывает поддержку 10 омским школам, а также 13 детским садам.
Большую поддержку Александр Веретено оказывал своему родному городу Омску: спонсировал мероприятия городского и областного значения, выделял денежные средства на благоустройство и озеленение города, помогал городским учреждениям культуры и искусства. Одним из главных направлений этой работы была спонсорская помощь Омскому государственному академическому театру драмы, которая оказывалась с 1998 года, а в 2001 году компания «ОША» стала официальным меценатом театра.
Своей деятельностью Веретено внёс значительный вклад в развитие экономики Омской области и способствовал продвижению интересов родного города в Государственной Думе РФ.

## Память
Трагически погиб вечером 20 апреля 2002 года в Омске — во время речной прогулки по Иртышу катер, которым он управлял, врезался в льдину и перевернулся, в результате чего Александр Веретено утонул. Похоронен на Западном кладбище Омска.
Открытому турниру по зимнему мини-футболу и открытому турниру по теннису 28 июня 2002 года Указом № 167 «Об учреждении областных спортивно-массовых мероприятий, посвященных памяти А. К. Веретено» Губернатор Омской области Леонид Полежаев присвоил статус областных открытых соревнований — «Мемориал Александра Веретено».
В 2002 году омские альпинисты покорили одну из прежде безымянных алтайских вершин в ущелье Маашей и назвали её в честь Александра Константиновича Веретено. Решение о присвоении географического названия горной вершине в Республике Алтай было принято «Русским географическим обществом». В 2003 году Федерация альпинизма России внесла пик имени Александра Веретено в «Классификацию маршрутов на горные вершины». С 23 июля по 15 августа 2008 года состоялась экспедиция Омской федерации альпинизма с целью определения точных географических координат пика им. Александра Веретено и последующего внесения пика на географическую карту России.
На основании постановления Мэра города Омска № 523-П от 09.07.2009 г. об увековечивании памяти депутата Государственной Думы ФС РФ, основателя компании «Оша» Веретено Александра Константиновича 30 июля 2009 года установлена мемориальная доска на фасаде здания офиса Ассоциации торгово-промышленных предприятий «Группа «Оша» по адресу: ул. Орджоникидзе, д. 11.
По решению Омского городского Совета от 21 июля 2010 года № 353 «О присвоении наименования бульвару в Кировском административном округе города Омска» появился бульвар А. К. Веретено.

## Семья
- Александр Константинович Веретено был женат, у него двое детей: дочь и сын.
- Дочь – Веретено Александра Александровна – маркетолог.
- Брат — Веретено Владимир Константинович — президент Ассоциации торгово-промышленных предприятий «Группа «ОША», депутат Законодательного собрания Омской области четырёх созывов[10].
- Хобби: футбол и большой теннис.